# Авидья
Ави́дья (санскр. अविद्या, IAST: avidyā, букв. «отсутствие знания», «неведение») — в индийской философии — незнание или «исходная омрачённость сознания», являющаяся корневой причиной «неподлинного восприятия мира» и противодействующая «постижению сущности бытия».

## В индуизме
В упанишадах авидья является противоположностью видье, знанию, иллюзия, которая порождается чувственным восприятием. Синонимы: аджняна, випарьяя.
В философии Шанкары (адвайта-веданте) авидья является главным препятствием для постижения единого Брахмана, создаёт мир множественности и связанное с ним движение, изменение. Освобождение от цепи перерождений возможно через изучение Вед и в особенности Упанишад. Упанишады разрушают обычный стиль мышления, кружащегося в пределах майи, уничтожают авидью — неведение и указывают путь к освобождению.

## В буддизме

### Суть понятия
В буддизме авидья является одной из главных клеш (омрачений) и оков, создающих у человека привязанность к существованию и мешающих прекращению дуккхи и достижению нирваны. Другое название авидьи — моха (обман, заблуждение). Моха может как отождествляться с неведением, так и рассматриваться как «аффективное упорствование в заблуждении». Неведение может подразделяться на два вида в наиболее простой классификации: на неведение, мешающее увидеть собственную природу, и на имеющее с ним один корень второе «более активное и изощрённое в искажении восприятия» неведение, непосредственной причиной которого являются концепции ума, делающего «различение объектов по качеству и. т. д.». Вместе с гордыней и гневом авидья составляет три корня зла, являясь при этом опорой для побочных корней и всех негативных состояний (акушала-дхарма).
Авидья является причиной, вследствие которой существа действуют и думают таким образом, что это приводит их к радости и к страданию, а затем к последующим перерождениям. Авидья стимулирует процесс «конструирования ложных концепций (диттхи)», вследствие чего появляется затруднение в познании непостоянства существования и отсутствия самости — «я», что вызывает дуккху.
Авидья определяется как первая из 12 ступеней-нидан в буддийской схеме человеческого бытия. Данная схема является замкнутой и образует «порочный круг», вследствие чего авидья не является «абсолютным началом или первопричиной сансары». Авидья находится наравне со всеми остальными элементами цепочки и является как их следствием, так и их причиной. Авидья считается корневой причиной только в переносном смысле. Это указывается, например, в Ангуттара-никае: «Непостижимо начало неведения, о монахи, до которого неведения не было и после которого оно появилось. Однако постижимо, что у неведения есть условие». Буддагхоса также указывал, что авидья «небеспричинна, ибо причина её определяется так: с возникновением омрачений (асава) возникает неведение».
В Махаяне неведение представляет собой иллюзию «относительно природы „я“ и реальности», в которой объекты и субъекты разделяются между собой, а у существ появляется приязнь и неприязнь по отношению к другим существам или объектам, что и формирует сансару. Согласно «Шраддхотпада-шастре», неведение порождает три нераздельных с ним признака: 1) появление «кармической активности», которая представляет собой волнение сознания, 2) возникновение «субъекта восприятия», 3) возникновение иллюзии «мира объектов» как следствие второго признака.
Для избавления от авидьи в первую очередь необходима интуитивная мудрость — праджня, которая появляется при практике осознавания (смрити), терпении (кшанти) и медитации (дхьяны). Также существование авидьи связано с непониманием четырёх благородных истин. Авидья исчезает при достижении архатства.

### Трактовка и оценка
Философ и востоковед А. М. Пятигорский считал понятие авидьи очень странным и «принципиально неопределимым», так как оно не имеет условия своего возникновения. Задавая вопрос, относительно чего существует неведение, Пятигорский отвечал, что в простом случае неведение существует относительно четырёх благородных истин, в более сложном это неведение «о неопределимом, о непостижимом, то есть неведение о Нирване и о себе самом».
Буддолог Л. Э. Мялль выделял в буддизме три ступени знания. К низшей ступени Мялль относил авидью, которую он связывал с двузначной логикой. Промежуточным знанием Мялль считал виджняну или различительное познание, которое он связывал с многозначной логикой. К высшему интуитивному знанию Мялль относил праджню, которая характеризовалась им как «металогика или логика неопределенности». Филолог и востоковед Т. П. Григорьева считала подобную характеристику авидьи закономерной, так как какой-либо диалог, не имеющий никакого отношения к особой «пустотности» японского языка в некоторых случаях или к несказанному, является следствием того, что «Единое воспринимается в двоичной системе». Что, в свою очередь, является причиной для «соперничества, недоверия, тревоги».
Буддолог В. П. Андросов указывал, что авидью можно понимать как «безначальную силу жизни», благодаря которой существа пребывают в круговороте рождений и смертей; как неподлинное восприятие мира; как «хаос иллюзий, блуд ума», что является одним из видов «„топлива“ для тёмных кармических сил» и противодействует пробуждению и как неведение относительно четырёх благородных истин или неспособность использовать их на практике. Хаотический аспект подробнее может раскрываться в качестве «мотивирующей сферы сознания, включающей сонм желаний, мечтаний, побуждений, страхов и т. д.», отмечал Андросов.
Буддолог и известный популяризатор дзэн Д. Т. Судзуки указывал, что из авидьи формируется всё «многообразие феноменов в абсолютном единстве бытия» таким образом, что единство таковости превращается в дуализм «это — то», что далее приводит многих омрачённых существ к эгоизму и происходящим из него негативным результатам. Судзуки подчёркивал, что, согласно ряду сутр и шастр, авидья представляет собой в буддизме исключительно иллюзию или «покрывало майи». Судзуки также приводил мнение Ашвагхоши о том, что авидья представляет собой «искру сознания, которая спонтанно вырывается из неописуемых глубин таковости», делая вывод, что сознание и авидья здесь являются очень близкими понятиями.
Третий патриарх и фактический основатель школы хуаянь Фа-цзан вместе с известным корейским учителем Вонхё высказывали мнение, что неведение выступает как «единственный источник аффектов сознания». При этом неведение не имеет начала, хоть и наступает внезапно как «различающая мысль», но может быть прекращено.
Пятый патриарх хуаянь и наставник чань Цзунми отмечал, что неведение мешает существам осознать их природу Будды и связано с наличием у них ложных мыслей и началом действия кармы. Данные мысли являются иллюзорными идеями, которые ошибочно становятся для человека реальными субъектами и объектами из-за веры в их существование и тем самым ведут к появлению «Я» и «не-Я». Победить данные мысли и осознать свою изначальную природу возможно, если следовать словам наставника, перестать уделять внимание внешнему и сконцентрировать внимание на собственном сознании или каком-нибудь объекте в медитации, указывал Цзунми.
Учитель Ма-цзу, являющийся важной фигурой раннего чань, в конце одного из своих диалогов с монахом о том, где по отношению к сознанию находится Будда и не Будда, высказал следующее мнение о местонахождении неведения и Будды: «Когда (последователь) достиг пробуждения, то всё для него есть Будда, когда ещё не достиг просветления, то всё есть лишь неведение». Вьетнамский учитель Чань Тхань, приводя в пример данный диалог своему ученику Тхиен Хою по аналогичному поводу, спросил его, понимает ли Тхиен Хой ключевой смысл слов Ма-цзу. Как считается, после данного вопроса ученик стал просветлённым.
В дзогчене авидья называется маригпой, связывается с миражом или иллюзией и является антиподом ригпы, «чистого знания-видения» или изначального недвойственного знания. Известный учитель ньингма и дзогчена Лонгченпа указывал, что авидья «возникает из пространства реальности, где случайно появляются облака, которые „плывут как бы во сне“». В данном случае «бытие начинает заблуждаться в осознании самого себя» и тем самым в дальнейшем формирует шесть миров перерождений.
Далай-лама XIV утверждал, что авидья является не «отсутствием знаний», а «активной силой», противостоящей знанию в интенсивной манере, и сравнивал её с враждебностью, борющейся с доброжелательностью, и с ложью, борющейся с истиной.